# Villeneuviella zimini
Villeneuviella zimini är en tvåvingeart som beskrevs av Grunin 1957. Villeneuviella zimini ingår i släktet Villeneuviella och familjen Rhiniidae. Inga underarter finns listade i Catalogue of Life.